# Étueffont
Étueffont es una comuna francesa situada en el departamento del Territorio de Belfort, de la región de Borgoña-Franco Condado.
Los habitantes se llaman Taffions.

## Geografía
Está ubicada a 11 km al norte de Belfort.

## Historia
Formada por la fusión de Étueffont-Bas y Étueffont-Haut el 12 de junio de 1973.

## Demografía
| 1 071 | 968 | 971 | 1 081 | 1 324 | 1 326 | 1 402 | 1 491 |
| Para los censos de 1962 a 1999 la población legal corresponde a la población sin duplicidades (Fuente: INSEE [Consultar]) |     |     |       |       |       |       |       |